# Карл Хайнрих II фон Шьонбург-Фордерглаухау
Карл Хайнрих II фон Шьонбург-Фордерглаухау (на немски: Carl Heinrich Graf von Schönburg-Forderglauchau; * 23 октомври 1729, Векселбург; † 4 юни 1800, Векселбург) е граф и господар на Шьонбург-Фордерглаухау-Векселбург-Глаухау в Средна Саксония.

## Произход
Той е син на граф Франц Хайнрих фон Шьонбург-Валденбург (1682 – 1746) и втората му съпруга Йохана София Елизабет фон Шьонбург-Хартенщайн (1699 – 1739), дъщеря на граф Георг Алберт фон Шьонбург-Хартенщайн (1673 – 1716) и първата му съпруга графиня София Сабина фон Вид (1677 – 1710), дъщеря на граф Георг Херман Райнхард фон Вид-Рункел и Йохана Елизабет фон Лайнинген-Вестербург.
Дворецът Векселбург остава собственост на благорническата фамилия на графовете и господарите фон Шьонбург-Глаухау до национализацията през 1945 г. Клоновете Шьонбург-Валденбург, Шьонбург-Хартенщайн съществуват до днес като Шьонбург-Глаухау.

## Фамилия
Карл Хайнрих II фон Шьонбург-Фордерглаухау се жени на 21 юни 1756 г. в Герсдорф за графиня Кристиана Вилхелмина фон Айнзидел (* 24 септември 1726, Дрезден; † 13 декември 1798, Векселбург), дъщеря на Йохан Георг фон Айнзидел (1692 – 1760) и втората му съпруга Ева Шарлота Фридерика фон Флеминг (1704 – 1758). Те имат четири деца, двама сина и две близначки:
- Йохан Карл Хайнрих фон Шьонбург-Ремзе (* 17 март 1757; † 14 април 1815), женен за Юлия Елеонора Августа фон Лютихау (* 31 март 1764; † 19 април 1823)
- Вилхелм Албрехт Хайнрих фон Шьонбург-Фордерглаухау (* 26 януари 1762; † 2 септември 1815), женен I. за Бенедикта Зиверс (* 17 януари 1774; † 1799), II. на 16 май/9 декември 1799 г. за Анна Албертина Леополдина Вилхелмина фон Вартенслебен (* 11 септември 1775; † 21 декември 1826, Париж)
- Кристина Хенриета Антония фон Шьонбург-Фордерглаухау (* 12 декември 1766, Векселбург; † 15 април 1833, Байройт), близначка, омъжена на 2 ноември 1784 г. във Векселбург за граф Хайнрих XLVIII Ройс-Кьостриц (* 25 януари 1759; † 13 юни 1825); родители на:
  - Хайнрих LXIX Ройс-Шлайц-Кьостриц (* 19 май 1791; † 1 февруари 1878), княз (1856 – 1878)[4]
- Каролина Вилхелмина фон Шьонбург-Векселбург (* 12 декември 1766, Векселбург; † 8 март 1836, Байройт), близначка, омъжена на 13 април 1788 г. във Векселбург за граф Карл Кристиан Ернст Хайнрих фон Гих (* 20 май 1763; † 28 декември 1818)